# TR-10
La voie rapide TR-10 est une autoroute urbaine en projet qui va pénètrer Torrelavega par le nord en venant de Santander ou Bilbao.

## Tracé
- Elle va prolonger l'A-67 au croisement avec l'A-8 où elle va ensuite intégré le centre ville de Torrelavega